# Ruckzuck
Ruckzuck (ruck, zuck) oder auch rucki, zucki ist eine Redewendung der deutschen Sprache und bedeutet „sehr schnell“. Z. B. bedeutet „Das ging ruck zuck“ – „Das ging sehr schnell“.
Oft ist es an einen Befehl angehängt oder in eine Ereignisbeschreibung eingefügt, um damit die Geschwindigkeit eines Vorgangs auszudrücken. Etymologisch kommt der Ausdruck von rucken im Sinne von etwas verrücken und zucken im Sinne von heftig ziehen.
„Zuck“ ist noch verwandt mit dem Verb zuckeln – zockeln, das eine langsame und gleichzeitig unruhige Bewegung ausdrückt (Der alte Wagen zockelte über die Landstraße), und mit zücken (das Schwert zücken – schnell aus der Scheide ziehen). Zu „ruck“ gehört noch das engl. Verb to rock (schaukeln), das dem schnellen Tanz Rock ’n’ Roll seinen Namen gegeben hat.